# 哈根·施塔姆
哈根·施塔姆（德語：Hagen Stamm，1960年6月12日—），德国男子水球运动员。他曾代表西德和德国参加1984年、1988年、1992年夏季奥林匹克运动会水球比赛，其中1984年奥运会获得一枚铜牌。